# Subdromomeryx
Subdromomeryx antilopinus
Genre
Genre
Subdromomeryx est un genre fossile d'ongulés artiodactyles de la famille des Palaeomerycidae qui vivaient au Miocène dans ce qui est aujourd'hui l'Amérique du Nord.
Ce genre n'est représenté que par une seule espèce, Subdromomeryx antilopinus (Scott, 1894), initialement décrite en 1894 sous le protonyme Blastomeryx antilopinus par William Berryman Scott.

## Classification
Le nom valide complet (avec auteur) de ce taxon est Subdromomeryx Frick, 1937.

### Publication originale
- (en) Childs Frick, « Horned ruminants of North America », Bulletin of the American Museum of Natural History, New York, Musée américain d'histoire naturelle, vol. 69,‎ 31 mars 1937, p. 1-669 (ISSN 0003-0090 et 1937-3546, OCLC 1287364, lire en ligne).